# PlayStation (brand)
PlayStation (eller PlayStation-serien, Japansk:プレイステーション, ofte forkortet som PS) er en gaming brand som består af fire spillekonsoler, et mediecenter, en online tjeneste, en række kontrollere, to håndholdtekonsoler og en telefon, såvel også flere magasiner. Den er lavet og ejet af Sony Interactive Entertainment siden den 3. december 1994, hvor den første, originale PlayStation blev udgivet i Japan.
Den originale spillekonsol i serien blev den første spillekonsol til at sælge 100 millioner eksemplarer, 9 år og 6 måneder efter dens udgivelse. Dens efterfølger, PlayStation 2, blev udgivet i 2000. PlayStation 2 er den mest solgte spillekonsol, med over 155 millioner eksemplarer solgt den 28. december 2012. Sonys næste konsol, PlayStation 3, blev udgivet i 2006 og har solgt over 80 millioner eksemplarer november 2013. Sonys seneste konsol, PlayStation 4, blev udgivet i 2013 og solgte allerede 1 million eksemplarer inden for dens første 24 timer efter udgivelse, og blev den hurtigste solgte spillekonsol.